# Gladbacher Ölmühle
Die Gladbacher Mühle stand in Gladbach im Kreis Düren am Neffelbach, nahe bei der Burg Gladbach.
Oberhalb stand die Gladbacher Mühle, unterhalb steht die Rengershausener Mühle. Sie ist erstmals 1822 als Ölmühle am Neffelbach erwähnt. Besitzer war Peter Schiffer zu Gladbach.
Die Mahlmühle hatte eine Ölpresse und wurde durch ein oberschlächtiges Wasserrad angetrieben. 1957 waren alle Anlagen verfallen.